# دهستان لهاموی زینگخا
دهستان لهاموی زینگخا (به لاتین: Lhamoy Zingkha Gewog) یک دهستان در کشور بوتان است که در ناحیهٔ داگانا واقع شده‌است.